# Letnia Uniwersjada 1985

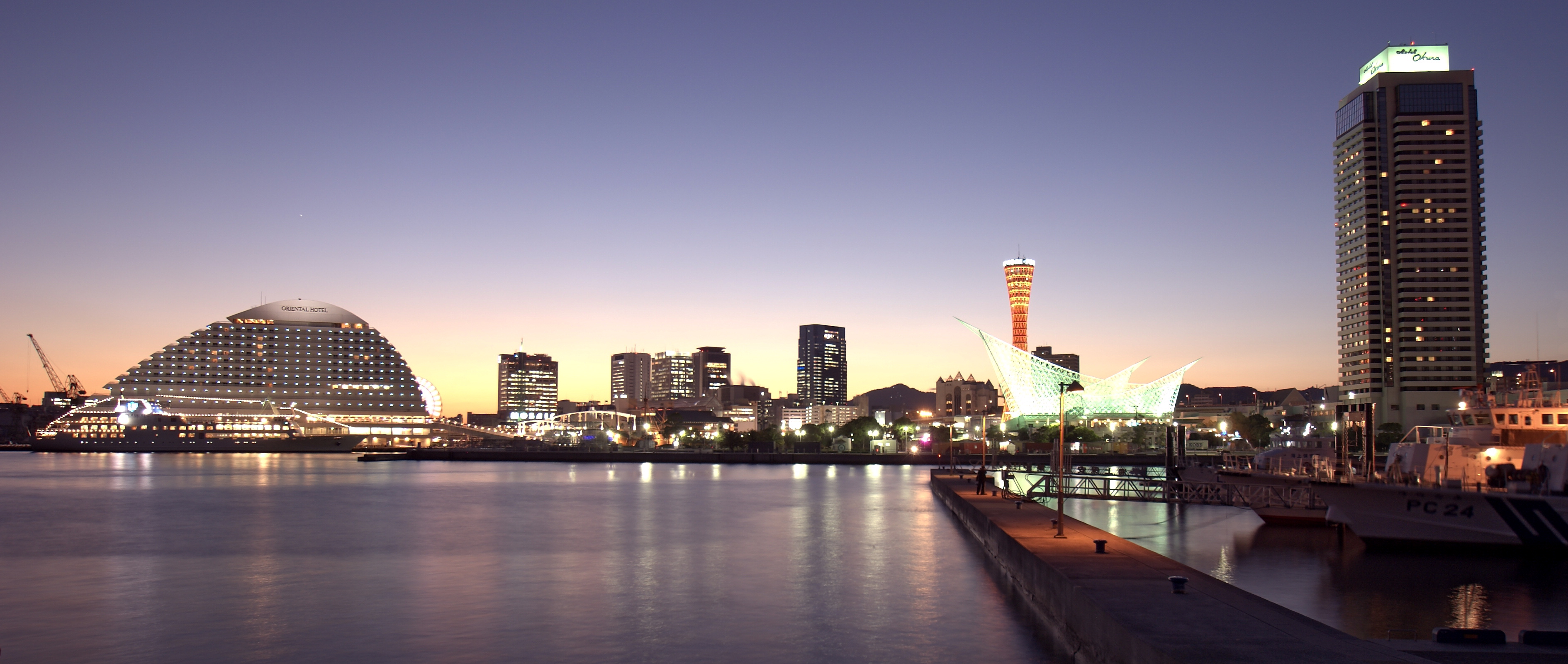
Kobe

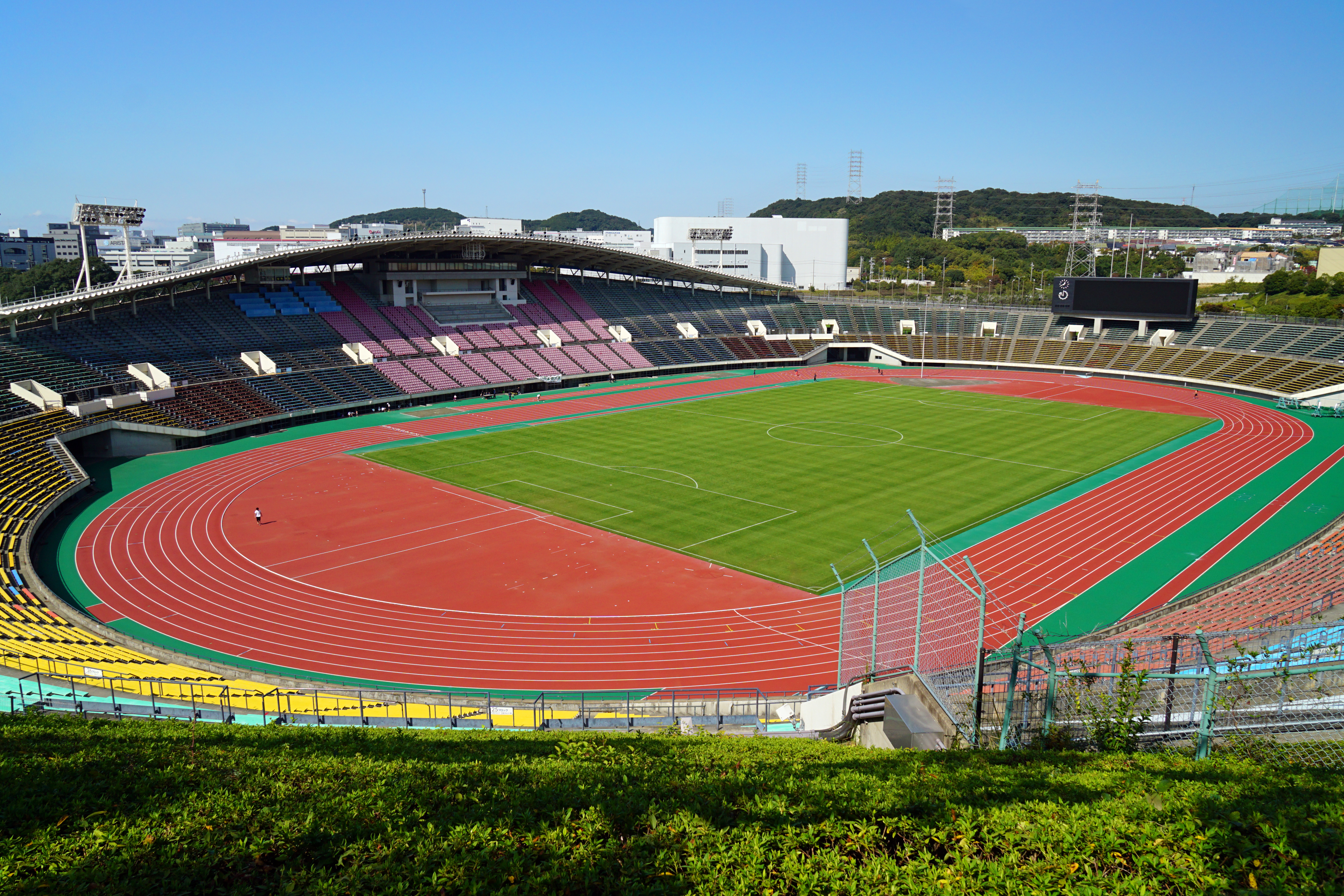
Kobe Universiade Memorial Stadium

13. Letnia Uniwersjada – międzynarodowe zawody sportowców - studentów, które odbyły się w japońskim mieście Kobe. Impreza została zorganizowana między 24 sierpnia, a 4 września 1985 roku. W uniwersjadzie wzięło udział 2783 zawodników ze 106 krajów, którzy rywalizowali w 11 dyscyplinach. Uroczystego otwarcia dokonał Akihito. Nad organizacją zawodów czuwała FISU.

## Dyscypliny

### Sporty obowiązkowe
| - Gimnastyka sportowa - Koszykówka - Lekkoatletyka | - Piłka wodna - Pływanie - Piłka siatkowa | - Szermierka - Tenis - Skoki do wody |
| Sporty wymienne                                    |                                           |                                      |
| - Judo                                             |                                           |                                      |

## Polskie medale
Reprezentanci Polski zdobyli w sumie 7 medali. Wynik ten dał polskiej drużynie 11. miejsce w klasyfikacji medalowej.

### Złoto
- Ryszard Ostrowski – lekkoatletyka, bieg na 800 m – 1:44,38
- Małgorzata Guzowska-Nowak – lekkoatletyka, siedmiobój – 6616
- Adam Robak – szermierka, floret

### Srebro
- Elżbieta Tomczak – lekkoatletyka, bieg na 200 m – 22,76

### Brąz
- Stanisław Jaskułka – lekkoatletyka, skok w dal – 7,99
- Danuta Bułkowska – lekkoatletyka, skok wzwyż – 1,91
- Emil Smalarz, Mirosław Ulfik, Andrzej Grzegorzek, Andrzej Sądej, Jerzy Kolanowski, Krzysztof Szabat – judo, drużyna mężczyzn